# Complex d'Èdip
En la teoria psicoanalítica, el complex d'Èdip planteja la idea que, durant l'etapa fàl·lica del desenvolupament del nen (una de les etapes psicosexuals), que té lloc dels 3 als 6 anys, aquest comença a sentir desig envers el progenitor del sexe oposat. El nen se sent atret per la mare i comença a odiar el pare, ja que aquest té la mare. Aleshores es desenvolupa un sentiment de culpa, ja que el nen sap que no està bé odiar el pare. Aquest conflicte es resol mitjançant la identificació, en què el nen adopta característiques del pare. El concepte va ser desenvolupat per Sigmund Freud, basant-se en la figura mitològica d'Èdip del drama de Sòfocles, Èdip Rei. Freud l'anomena un complex humà universal (filogenètic), i la causa de bona part de la culpa inconscient. Postula que existeixen diferents formes d'enfrontar-se al complex: en el cas dels nois, a través del complex de castració i en el de les noies en l'enveja del penis. Un complex mal resolt, segons Freud, condueix a la neurosi, pedofília o homosexualitat. Tot això no es pot detectar molt fàcilment però es nota amb el pas del temps.
Tot i que molts cops s'utilitza el nom de "complex d'Èdip" indistintament per a ambdós sexes també es pot anomenar complex d'Electra l'etapa de desenvolupament psicosexual corresponent per a la nena per a distingir-la de la del nen.

## Gènesi del concepte a Sigmund Freud

### El descobriment d'Èdip

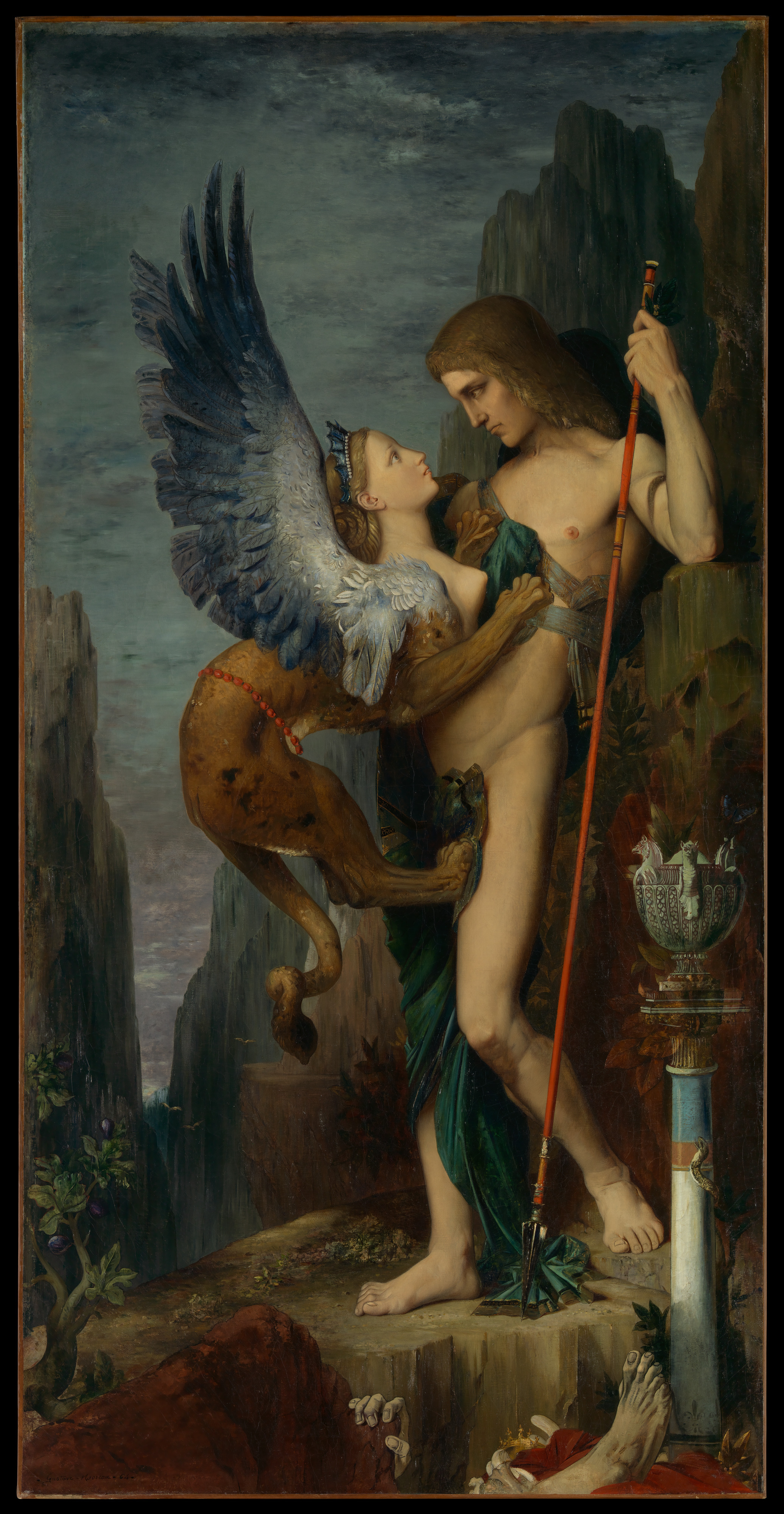
Gustave Moreau, Èdip i l'esfinx, 1864.

Sigmund Freud descobreix el complex d'Èdip durant la seva autoanàlisi ·  en relacionar-la amb la història de l'heroi grec Èdip (personatge de la mitologia grega) segons el narrat pel dramaturg Sòfocles a la tragèdia principalment "Èdip Rei". La carta a Wilhelm Fliess del 15 d'octubre de 1897 ens permet datar l'inici de la conceptualització del complex ·  Freud (neuròleg vienès) explica el següent: "Vaig trobar en mi mateix, com a tot arreu, sentiments d'amor cap a la meva mare i gelosia cap al meu pare, sentiments que, crec, comuns a tots els nens petits".
El 1900, Freud va fer públic el seu descobriment d'Èdip a "La interpretació dels somnis" (1899), data editorial 1900): després evoca la llegenda de "Èdip Rei i el drama de Sòfocles". El somni està arrelat en els desitjos infantils: "En el contingut latent del somni, Freud troba, com a element constant, el residu diürn, també troba que hi ha una relació entre aquest residus i records de la infància" explica Henri F. Ellenberger. Segons aquest últim, Freud pensa que "el somni té un peu en el present i un peu en la infància". Freud (que també és el fundador de la psicoanàlisi) també explica que el cas dels neuròtics permet observar desitjos afectius o hostils caps als pares. A partir d'aquest text, es refereix explícitament la tragèdia grega. El 1911, afegeix que el complex de castració està profundament lligat a Èdip i que en la tragèdia de Sòfocles la ceguesa d'Èdip funciona com a substitut de la castració.
Segons Roger Perron, la concepció del complex d'Èdip hauria estat plantada abans: «La idea ja era present en "Estudis sobre histèria" (1895) on Freud, investigant l'etiologia de l'histèria, va emfatitzar el paper traumàtic de les «seduccions» sexuals sofertes pel nen a causa del pare". I és a partir del 1906, després de la discussió sobre l'ús d'aquesta paraula, especifica Roger Perron, que Freud usarà freqüentment el terme "complex" per designar el "complex nuclear de la neurosi", és a dir, el "complex paternal", designat des de 1910 com a "complex d'Èdip", i per designar d'una manera relacionada el "complex de castració"».
L'origen d'Èdip està estretament lligat a l'"evolució sexual del nen", que també és la base de tot l'edifici teòric de la psicoanàlisi. Freud assenyala primer, "per observació directa i estudi analític de l'adult", que "el nen es dirigeix primer a aquells que el tenen cura; però aviat desapareixen darrere dels pares". Aquestes relacions, assenyala, "no estan en absolut desproveïdes d'elements sexuals". Per tant, el nen pren els seus pares com a "objectes del desig".
El mite edípic sembla a Freud la narració d'un complex complex psíquic. En la mitologia grega, Èdip és fill de Laios i de Jocasta, governants de la ciutat de Tebes. Un oracle prediu a Laios que el seu fill el matarà i es casarà amb la seva mare. Espantat, Laïos decideix abandonar Èdip a la muntanya. Un pastor troba el nen i l'encarrega al rei de Corint, Polibos, que el cria com el seu fill, sense revelar-li el secret dels seus orígens. És ell qui li dona el nom d'Èdip. Un nou oracle prediu a Èdip que serà l'assassí del seu pare i es casarà amb la seva mare. Sense saber que Polibos no és el seu pare biològic, deixa Corint per tal que la predicció no es pugui fer realitat. Durant el seu viatge, coneix a Laios i els seus servents. Es barallen per una qüestió de prioritat de pas, i Èdip mata a Laios, que desconeix que és el seu pare, i que ell pren per líder d'una banda de lladres de carreteres. Quan arriba a Tebes, l'objectiu del seu viatge, l'Esfinx li impedeix l'entrada a la ciutat, un monstre que mata i devora els viatgers incapaços de resoldre l'enigma que els ofereix. Èdip, astut, aconsegueix trobar la solució i derrota el monstre. Es converteix, doncs, en un heroi adorat pels habitants de la ciutat, que acaben proclamant-lo rei i li donen per esposa la vídua de Laios, Jocasta, que en realitat és la seva mare. Freud veu en aquest mite la il·lustració ideal dels desitjos infantils extrems: "donem el nom de «complex d'Èdip» perquè la llegenda, que té a Èdip com a heroi, aconsegueix, donant-los només una lleugera atenuació, els dos desitjos extrems derivats de la situació del fill: el desig de matar el pare i el desig de casar-se amb la mare". De fet, assenyala que aquest complex també es troba en altres drames culturals; cita en particular el Hamlet de Shakespeare.
El 1967, Jean Starobinski, al prefaci de Hamlet i Èdip d'Ernest Jones, argumenta que si Èdip és el drama de la revelació, la tragèdia de Hamlet és la drama de la "repressió".

### Històries de casos i implementació de la teoria d'Èdip
El 1905 Freud publica Drei Abhandlungen zur Sexualtheorie (Tres assaigs sobre la teoria de la sexualitat), l'obra fonamental de la psicoanàlisi. Fins i tot si el complex no hi apareix explícitament, Freud defineix en primer lloc la libido com a energia sexual en els fonaments de la dinàmica psíquica que tendeix a projectar-se sobre un objecte extern. En segon lloc, insisteix en les vicissituds de l'elecció de l'objecte d'amor la font del qual és el complex d'Èdip. Per tant, planteja que la realitat de la sexualitat infantil és induïda per la mare, i que xuclar és la primera relació sexual. D'aquesta sexualitat arcaica depèn el complex d'Èdip, que al seu torn determina el tabú de l'incest. Freud continua desenvolupant la seva teoria explicant que la libido dona lloc a diverses perversions sexuals quan el patró edípic original experimenta alteracions. La libido també s'expressa a través d'un simbolisme amb significació sexual, en particular als somnis. L'anàlisi de Dora el 1905 és particularment edificant en aquest sentit.
A 1909, un altre cas d'anàlisi, famós en la literatura psicoanalítica, permet a Freud validar la seva concepció del complex. L'anomenat cas de "el petit Hans" - el nom real del qual és Herbert Graf - segueix, de fet, fidelment el patró dramàtic edípic. La fòbia de cavall apareix a Herbert Graf quan és testimoni de la caiguda d'un cavall i el veu lluitant a terra. Freud postularà que l'inconscient del petit Hans associa el seu pare amb el cavall i, malgrat l'amor que té pel seu pare, la seva mort li aportaria el gaudiment de ser l'únic aspirant a l'amor matern. Això desenvoluparà en ell una neurosi fòbica, la incapacitat de sortir al carrer per por de ser mossegat per un cavall. Freud "supervisa" l'anàlisi realitzat indirectament pel pare del nen i, per tant, permet al nen petit superar el seu complex d'Èdip,
No va ser fins al 1910, en un text titulat Über einen besonderen Typus der Objektwahl beim Manne (Beiträge zur Psychologie des Liebeslebens, I), que va aparèixer el terme "complex d'Èdip". La noció és la invenció d'altres dos psicoanalistes que ofereixen a Zúric, Carl Gustav Jung i Franz Riklin. El complex gefühlsbetonte Komplexe en alemany) s'utilitza per tant en psicoanàlisi per designar fragments psíquics inconscients amb una forta càrrega afectiva. Freud l'utilitza així per descriure el que és per a ell el principal complex psíquic humà, el que es constitueix en les primeres etapes de la vida, segons els seus pares: el “complex nuclear”. Freud explica que els objectes d'amor són amb tot substituts de la mare. El cas de la nena ja és particular: Freud teoritza que, en lloc de la por de perdre el pare, desenvolupa una frustració lligada a la manca del fal·lus.
El 1920, afegirà una nota al Tres assaigs sobre la teoria de la sexualitat: «Es diu amb raó que el complex d'Èdip és el complex nuclear de les neurosis i constitueix l'element essencial del seu contingut. En ell culmina la sexualitat infantil, que influeix decisivament en la sexualitat adulta a través dels seus efectes posteriors. Cada nova arribada al món humà està obligada a superar el complex d'Èdip; qui no ho aconsegueix està condemnat a la neurosi. El progrés del treball psicoanalític ha subratllat cada vegada més aquesta importància del complex d'Èdip; el reconeixement de la seva existència s'ha convertit en el shibboleth que distingeix els partidaris de la psicoanàlisi dels seus adversaris»

### Desenvolupaments del complex

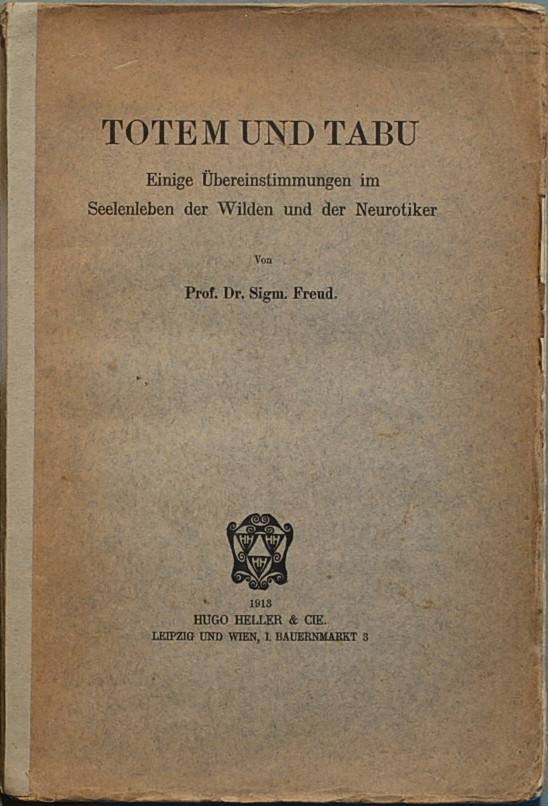
Tòtem i tabú (1913). Freud argumenta aquí la universalitat del complex d'Èdip.

Des de 1912 i 1913, la teoria d'Èdip troba el seu lloc en el pensament de Freud que s'esforça per estudiar-ne la universalitat, així com en l'obra «Tòtem i tabú». Freud avança la tesi següent: la de la "vocació civilitzadora del complex", resumida per Roger Perron: "en temps molt antics els humans estaven organitzats en una primitiva horda dominada per un gran mascle despòtic que monopolitzava les dones i apartava els seus fills, fins i tot a costa de la castració". Per tant, el complex es transmetria de generació en generació i amb ell el sentiment associat de culpabilitat. De fet, Freud sempre intentarà vincular aquests conceptes, i en particular el del complex d'Èdip, a una teoria general de filogenia (de la història de la humanitat com a espècie).
Alguns psicoanalistes comencen a dur a terme estudis a continuació dels de Freud, inclòs Otto Rank. Freud assenyala de fet: "Otto Rank ha demostrat, en un estudi conscient, que el complex d'Èdip proporcionava a la literatura dramàtica bells temes que tractava, en impartir-los tota mena de modificacions, d'atenuacions, de travestismes, és a dir, digueu deformacions similars a les produïdes per la censura dels somnis. Posteriorment dues obres de Freud desenvoluparan el seu pensament definitivament. El 1923, en un breu assaig titulat "L'organització genital infantil", Freud descriu les fases psicoafectives de la psicogènesi, que també és un dels conceptes centrals de la teoria psicoanalítica i de la qual "la fase fal·lica constitueix l'eix del drama edípic. El creixent interès pel complex d'Èdip motiva Freud a fer un balanç del seu descobriment. Va fixar la seva teoria a les "Conferències introductòries sobre psicoanàlisi", el 1917 i 1918. Es basa particularment en observacions directes i en anàlisis de neuròtics per a adults, explicant que "cada neuròtic era ell mateix una espècie d'Èdip".
Segons R. Perron, l'anomenat cas clínic de "l'home llop" (1918) ofereix una il·lustració important del complex masculí. Freud classifica el complex dins dels "esquemes filogenètics" que tenen el paper d'estructurar la psique inconscient des de l'alba de la humanitat. A més, la introducció de la nova dualitat de discos i d'un segon tema permetrà un nou enfocament d'Èdip. Freud explica de fet que la transferència presenta les restes de la resolució, més o menys aconseguida, del complex. De fet, això deixa "cicatrius narcisistes". Davant d'aquest patiment, el Jo és empès a una "resolució" del complex malgrat les pulsions que ho dificulten. Segons Freud, la intensitat d'aquestes compulsions, que culmina amb neurosi obsessiva, es troba a l'origen de la noció de «destí» en els drames, com la «tragèdia del destí» de Sòfocles això és Èdip Rei. A Psicologia de les multituds i anàlisi del jo (1921), Freud aborda "l'abans d'Èdip", caracteritzat per una neutralització dels afectes i permís per l'ambivalència. Així, el nen soluciona els seus efectes negatius i positius en objectes externs en lloc de dedicar-se als seus pares.
Finalment, el 1923, a Das Ich und das Es (El jo i l'allò), Freud "metapsicologitza" la noció del complex d'Èdip, convertint-lo en un requisit previ estructurant del cos moral, el superjò. De fet, durant la maduresa del complex, són possibles diversos escenaris: afectacions femenines pel pare en el nen o desig femení per la mare en la nena i viceversa. Totes les variacions es deuen segons Freud a la "bisexualitat constitucional de l'individu". En el mateix text, Freud especifica que durant la destrucció del complex d'Èdip, el nen, el noi i la nena, estan obligats a renunciar a prendre respectivament la mare i el pare per objecte libidinal. Aleshores es poden produir dues eventualitats per al nen: una identificació amb la mare o un enfortiment de la identificació amb el pare. És aquesta última possibilitat la que permet al nen mantenir, fins a cert punt, l'actitud de tendresa envers la mare. De la mateixa manera, la nena és conduïda, després de la destrucció del complex d'Èdip, a renunciar a la inversió libidinal del pare edipiana i a identificar-se amb la mare. I com que aquesta identificació ja existia, es reforça, cosa que té l'efecte d'enfortir la part femenina del seu caràcter. La identificació amb el pare o amb la mare, en ambdós sexes, després de la destrucció del complex d'Èdip, implica la força psíquica de les disposicions sexuals en tots dos. De fet, el nen és inconscientment bisexual, la seva orientació sexual es fa més clara a partir de llavors. Aquestes variacions d'identificació complexes poden conduir a l'actitud positiva d'un noi cap al seu pare (el complex invertit), o a una actitud negativa (el complex normal), que formen pràcticament el "complex d'Èdip complet". Aquestes variades identificacions expliquen la diversitat de etiologia i de personalitats. Bàsicament constitueixen un "ideal del jo" que determina la morfologia del Superjò.

### Complex de castració i darrers escrits
L'assaig de 1923, «El problema econòmic del masoquisme», postula que el Superjò, un cos psíquic que proclama les prohibicions, va néixer de la introjecció dels primers objectes libidinals de l'Allò en el Jo. De fet, la relació està desexualitzada, però el Superego conserva les característiques parentals. Freud proposa aquí una tesi segons la qual la font de moralitat és el Superjò i, per tant, Èdip. El mateix any, a l'assaig «L'Organització genital infantil», Freud va intentar explicar les zones grises de l'Èdip femení. Afirma que només el penis té una realitat psíquica, fins i tot en la nena. Per tant, envejaria l'adquisició de l'òrgan masculí, encara que Freud admeti ser impotent per continuar l'anàlisi de la sexualitat femenina.
El 1924, un altre assaig dona un lloc important al complex: «La desaparició del complex d'Èdip». Freud descriu la forma en què el complex desapareix amb el pas del temps, com la caiguda de les dents de llet que especifica, i aquest "tot i que el que descriu és més la dissolució del conflicte edípic" que la desaparició directa del que anteriorment definia com a "la mateixa columna vertebral de la psique humana". El 1925, a «Algunes conseqüències psicològiques de la diferència anatòmica entre sexes», Freud aborda la "Prehistòria del complex d'«Èdip»". De fet, els inicis del complex es desenvolupen en les primeres etapes del descobriment de les zones erògenes.
Amb l'obra El malestar en la cultura (1929), Freud ofereix la interpretació psicoanalítica de les estructures inconscients subjacents a la humanitat i la seva fantasia. Desxifra els símbols sexuals universals que es troben als somnis. Segons Ellenberger, "Freud aviat deduiria del caràcter universal del complex d'Èdip la idea de l'assassinat del pare primitiu pels seus fills". A partir de llavors Freud va completar el seu model teòric especificant la figura del pare primitiu. El noi té desitjos de mort cap a ell perquè té por de ser castigat i castrat per ell. La castració té lloc així en la teoria general del complex, com a por infantil a ser desposseït de la potència sexual per la figura paterna. Per tant, aquest complex de castració es produeix en sortir d'Èdip, com a renúncia a l'objecte matern, que és el primer objecte del nen i com a marc de l'inici del període de latència i del superjò en els nois. Autors posteriors a Sigmund Freud, com Melanie Klein o Donald Winnicott per exemple, però, van entendre el superjò com una instància molt anterior. El cas de la nena és malgrat això diferent en aquesta etapa: de fet, interpreta que la castració s'ha produït, que no posseeix un penis i, per tant, l'ha de reparar. Aquest moment, l'enveja del penis, marca l'entrada a Èdip a l'inrevés del cas masculí. L'assassinat del Pare primitiu és, per tant, la fantasia universal de la humanitat per matar la figura paterna castradora, l'únic pas que permet el desenvolupament psíquic normal després. "La noció completa del complex d'Èdip inclou de fet aquests tres elements: el desig incestuós de la mare, el desig de matar el pare i la imatge d'un pare cruel i castrador" explica Henri F. Ellenberger.
Finalment, malgrat la importància del concepte en psicoanàlisi, Freud mai no li va dedicar cap treball específic, encara que torni a aquest descobriment en el seu darrer treball, Esquema de la psicoanàlisi, escrivint: "Em permeto pensar que si la psicoanàlisi només tingués en el seu haver el descobriment del complex d'Èdip reprimit, n'hi hauria prou per situar-lo entre les precioses noves adquisicions del gènere humà".

## Revisió i crítica
Aquesta doctrina psicoanalítica segueix sent controvertida avui en dia, i ha estat criticada o revisada per altres autors com Otto Rank, Carl Jung, Melanie Klein, Wilfred Bion, Jacques Lacan o Hans Keller, i ha estat especialment figura de polèmica en el feminisme.
Els autors Gilles Deleuze i Félix Guattari realitzen una crítica del Complex d'Èdip com a estructura autoritària a la seva obra en dos volums Capitalisme i Esquizofrènia, en la qual desenvolupen la teoria de l'esquizoanàlisi.

### Carl Gustav Jung

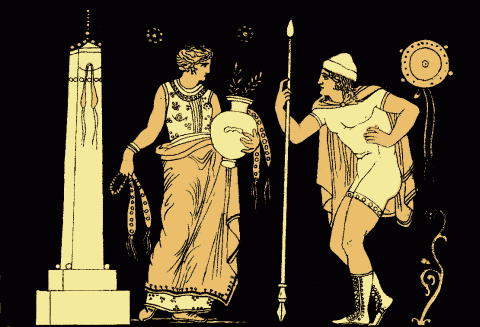
El complex Electra: les matricides Electra i Orestes.

En contrarestar la proposta de Freud que el desenvolupament psicosexual dels nois i les noies és igual, és a dir, igualment orientat - que cadascun experimenta inicialment el desig sexual (libido) de la mare, i l'agressió cap al pare, estudiant-col·laborador Carl Jung va proposar que les noies experimentessin el desig pel pare i l'agressió cap a la mare a través del complex d'Electra - derivat del personatge mitològic grec del segle V aC Electra de Sòfocles, que va tramar la venjança matricida amb Orestes, el seu germà, contra Clitemnestra, la seva mare, i Egist, el seu padrastre, per l'assassinat d'Agamemnon, el seu pare. A més, com que és originària de la psicologia freudiana, la psicologia jungiana ortodoxa utilitza el terme "complex d'Èdip" només per designar el desenvolupament psicosexual d'un nen.

### Otto Rank

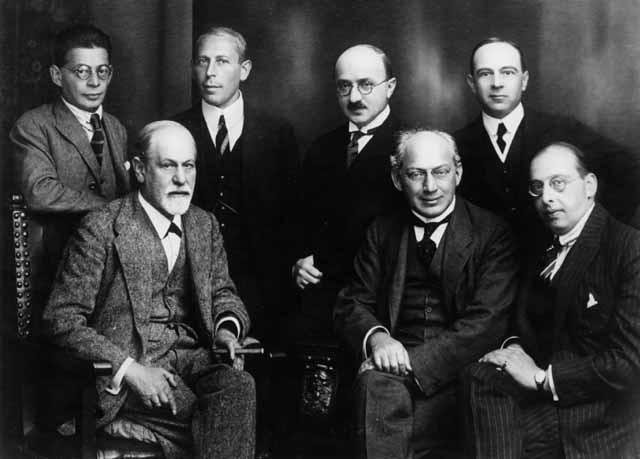
Otto Rank darrere Sigmund Freud, i altres psicoanalistes (1922).

A la psicologia freudiana clàssica, el superjò, "l'hereu del complex d'Èdip", es forma quan el nen infantil interioritza les regles familiars del seu pare. En canvi, a principis de la dècada de 1920, usant el terme "preedípic", Otto Rank va proposar que la poderosa mare d'un nen fos la font del superjo, en el transcurs del desenvolupament psicosexual normal. El conflicte teòric de Rank amb Freud el va excloure del cercle intern freudià.

### Melanie Klein
Mentre que Freud va proposar que el pare (el fal·lus patern) era fonamental per al desenvolupament psicològic infantil i adult, Melanie Klein es va centrar en la primera relació materna, proposant que les manifestacions edípiques són perceptibles el primer any de vida, en l'etapa oral. La seva proposta formava part de les Controversial discussions (Controverstides discussions) (1942–44) de la British Psychoanalytical Association. Els psicòlegs kleinians van proposar que "subjacent al complex d'Èdip, tal com Freud el va descriure ... hi ha una capa anterior de relacions més primitives amb la parella edípica". Va assignar "perilloses tendències destructives no només al pare, sinó també a la mare en la discussió sobre les fantasies projectives del nen". A més, l'obra de Klein va reduir el paper central de el complex d'Èdip, amb el concepte de posició depressiva.

### Wilfred Bion

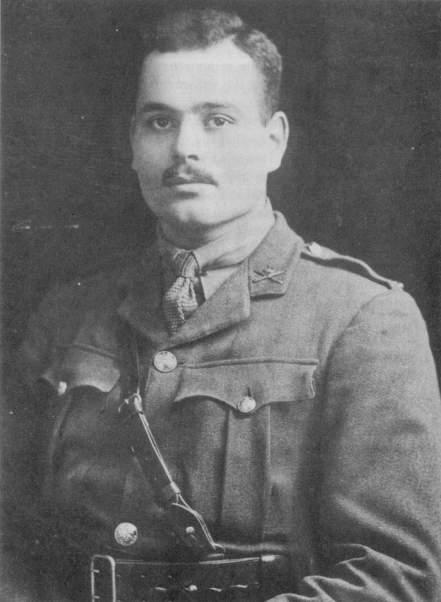
Wilfred Bion (1916).

"Per al post-Kleinià Bion, el mite d'Èdip es refereix a la curiositat investigadora (la recerca del coneixement) en lloc de la diferència sexual; l'altre personatge principal del drama edípic es converteix en Tirèsias (la falsa hipòtesi erigida contra l'ansietat sobre una nova teoria)". Com a resultat, "Bion considerava el crim central d'Èdip com la seva insistència a conèixer la veritat a tot preu".

### Jacques Lacan
Des de la perspectiva del postmodernisme, Jacques Lacan va argumentar contra l'eliminació del complex d'Èdip del centre de l'experiència del desenvolupament psicosexual. Va considerar "el complex d'Èdip, en la mesura que el reconeixem que cobreix tot el camp de la nostra experiència amb la seva significació ... [que] superposa el regne de la cultura" a la persona, marcant la seva introducció a l'ordre simbòlic.
Així, "un nen aprèn què és el poder] independent d'ell mateix a mesura que travessa el complex d'Èdip ... trobant l'existència d'un sistema simbòlic independent d'ell mateix". A més, la proposta de Lacan segons la qual "la relació ternària del complex d'Èdip" allibera el "presoner de la doble relació" de la relació fill-mare va resultar útil per psicoanalistes posteriors; per tant, per a Bollas, l'"assoliment" del complex d'Èdip és que el "nen arriba a entendre alguna cosa sobre l'estranyesa de posseir la pròpia ment... descobreix la multiplicitat de punts de vista". De la mateixa manera, per a Ronald Britton, "si el vincle entre els pares percebuts en l'amor i l'odi es pot tolerar en la ment del nen ... això ens proporciona la capacitat de veure'ns en interacció amb els altres, i .. . per reflexionar sobre nosaltres mateixos, alhora que som nosaltres mateixos". Com a tal, a The Dove that Returns, the Dove that Vanishes (El colom que torna, el colom que desapareix) (2000), Michael Parsons va proposar que aquesta perspectiva permet veure "el complex d'Èdip com un repte per al desenvolupament de tota la vida ... [amb] nous tipus de configuracions edípiques que pertanyen a la vida posterior".

### Crítica postmoderna

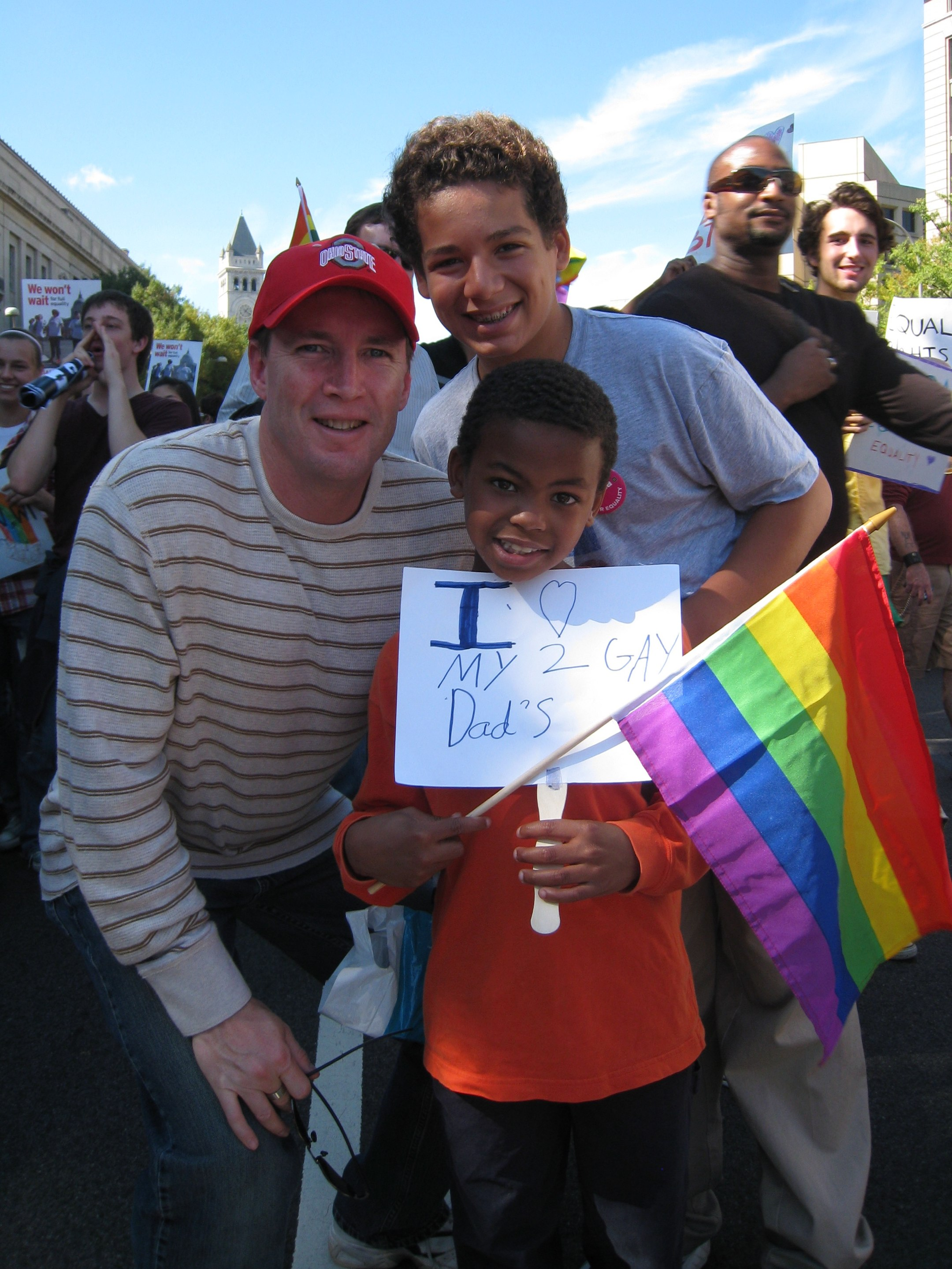
El complex d'Èdip ha estat criticat per ignorar estructures familiars no tradicionals, com ara aquelles famílies amb pares del mateix sexe com la que es representa.

En els darrers anys, més països han donat suport al matrimoni homosexual. Els avenços científics i tecnològics han permès a les parelles del mateix sexe crear famílies mitjançant l'adopció o la gestació subrogada. Com a resultat, els pilars de l'estructura familiar es diversifiquen per incloure els pares solters o del mateix sexe que la seva parella juntament amb els tradicionals pares heterosexuals casats. Aquestes noves estructures familiars plantegen noves preguntes per a les teories psicoanalítiques, com ara el complex d'Èdip, que requereixen la presència de la mare i el pare en el desenvolupament reeixit d'un fill. Tanmateix, tal com suggereixen les evidències, els nens que han estat criats per pares del mateix sexe no han mostrat cap diferència en comparació amb els fills educats en una estructura familiar tradicional. La teoria clàssica del drama edípic ha caigut en desgràcia a la societat actual, segons un estudi de Drescher, que ha estat criticada per les seves "implicacions negatives" per als pares del mateix sexe. és necessari que la teoria psicoanalítica canviï per mantenir-se al dia amb els temps i seguir sent rellevant. Molts pensadors psicoanalítics com Chodorow i Corbett treballen per canviar el complex d'Èdip per eliminar les "associacions automàtiques entre sexe, gènere i les funcions psicològiques estereotipades que es deriven d'aquestes categories" i fer-lo aplicable a la societat moderna actual.
Des de la seva concepció freudiana, la psicoanàlisi i les seves teories sempre han confiat en els rols de gènere tradicionals per extreure’s. Als anys cinquanta, els psicòlegs van distingir diferents rols en la criança de la mare i el pare. El paper de cuidador principal s'assigna a la mare. L'amor matern es considerava incondicional. Tot i que al pare se li assigna el paper de cuidador secundari, l'amor patern és condicional i respon als èxits tangibles del nen. No obstant això, estudis recents suggereixen que les nocions dels rols de parentalitat de gènere masculí i femení i els atributs són el resultat de la cultura i la pràctica contínua en psicoanàlisi sense base biològica. El complex d'Èdip es veu compromès en el context de les estructures familiars modernes, ja que requereix l'existència de les nocions de masculinitat i feminitat. Quan no hi ha pare present no hi ha cap raó perquè un noi tingui ansietat de castració i, per tant, resolgui el complex. La psicoanàlisi presenta relacions fora de l'heteronormativitat (per exemple, l'homosexualitat) com una implicació negativa, una mena de perversió o fetitxe en lloc d'una ocurrència natural. Per a alguns psicòlegs, aquest èmfasi en les normes de gènere pot ser una distracció en el tractament de pacients homosexuals. Segons Didier Eribon, el llibre Anti-Oedipus (Anti-Èdip) (1972) de Gilles Deleuze i Félix Guattari és "una crítica a la normativitat psicoanalítica i a Èdip". Eribon considera que el complex d'Èdip de psicoanàlisi freudiana o lacaniana és un "constructe ideològic inverosímil" que és un "procés d'inferiorització de l'homosexualitat". Segons la psicòloga Geva Shenkman, "Per examinar l'aplicació de conceptes com el complex d'Èdip i l'escena primitiva a famílies masculines del mateix sexe, primer hem d'eliminar les associacions automàtiques entre el sexe, el gènere i les funcions psicològiques estereotípiques basades en aquestes categories."
Les teories psicoanalítiques postmodernes no estan destinades a desfer o desacreditar els fonaments de la psicoanàlisi, sinó que pretenen restablir la psicoanàlisi per als temps moderns. En el cas d'estructures familiars més noves que refuten el complex tradicional d'Èdip, pot significar modificar-lo o descartar-lo completament. Shenkman suggereix que seria útil una interpretació fluixa del complex d'Èdip en què el nen busqui la satisfacció sexual de qualsevol pare independentment de gènere o sexe: "Des d'aquesta perspectiva, qualsevol autoritat parental o institució al respecte representa el tabú que dona lloc al complex". La psicoanalista Melanie Klein, va proposar una teoria que trencava els estereotips de gènere, però que mantenia l'estructura tradicional de la família pare-mare.
A més, des de la perspectiva postmoderna, Grose sosté que "el complex d'Èdip no és realment així. És més una manera d'explicar com els éssers humans socialitzada... aprenen a tractar la decepció". La comprensió elemental és que "heu de deixar d'intentar ser-ho tot per al vostre cuidador principal i continuar sent una cosa per a la resta del món". No obstant això, la pregunta oberta continua sent si és o no aquesta interpretació -la interpretació Lacaniana "estén el complex d'Èdip fins a un punt en què gairebé ja no sembla de Freud".